# Son Byong-hi
Son Byong-hi (hangul: 손병희; hanja: 孫秉熙; rr: Son Byeong-hui; MR: Son Pyŏng-hŭi; 8 de abril de 1861 - 19 de maio de 1922) foi um líder religioso coreano e ativista da independência. Ele nasceu em Cheongju, na província de Chungcheong. Ele se tornou o terceiro líder do Donghak, sendo Uiam (hangul: 의암; hanja: 義菴; rr: Uiam; MR: Ŭiam seu nome honorário religioso.
O fundador do Donghak, Choe Je-u (nome religioso Su-un), e o segundo líder, Choe Si-hyeong (nome religioso Haewol) foram executados. Haewol, mentor e predecessor de Uiam, esteve envolvido em uma revolta camponesa em 1894 (referida como a Rebelião Camponesa Donghak) e ele foi executado em conexão com a revolta em 1898. Depois disso, Uiam assumiu a liderança do Donghak, mas foi forçado a fugir para o Japão em março de 1901. Ele foi acompanhado com seu irmão e tenente-chefe Yi Yong-gu. No Japão, ele estudou os métodos ocidentais modernos que foram adotados pelos japoneses após a Restauração Meiji. Até aquele ponto, Donghak era altamente tradicional, opondo-se à modernização e intervenção estrangeira na Coreia. Uiam se desviou dessa visão de mundo ao abraçar a modernização e aceitar a ajuda do Japão para atingir esse objetivo. Ele enviou Yi de volta à Coreia em 1902 para atuar como seu contato. Sob a direção de Uiam, Yi fundou uma organização política conhecida como Jungniphoe (Chungniphoe, “sociedade de neutralidade”) que mais tarde foi reorganizada como a Jinbohoe (Chinbohoe, "sociedade progressista"). Uma das atividades mais notáveis da Jinbohoe foi a organização de cerimônias de corte de cabelo em massa nas quais os homens coreanos cortavam seus topetes tradicionais. A modernização por meio da educação era sua principal prioridade. Também tinha uma perspectiva pan-asiática que encorajou os voluntários da Jinbohoe a ajudar os japoneses na Guerra Russo-Japonesa, particularmente na construção de uma ferrovia para ajudar no envio de tropas.
Yi chegou ao ponto de pedir que o Japão assumisse os assuntos da Coreia ostensivamente porque achava que o acordo seria temporário e benéfico para a Coreia. De qualquer forma, depois que o Japão forçou a Coreia a se tornar seu protetorado, Uiam começou a distanciar o Donghak da filiação japonesa. Uiam renomeou Donghak como Cheondogyo (ou Cheondoísmo, Ch'ŏndogyo, "religião do Caminho Celestial") em 1º de dezembro de 1905. Ele tomou medidas concretas para modernizá-lo e estender seus conceitos doutrinários da eminência do Céu/Deus na humanidade. Em setembro de 1906, ele excomungou Yi, que passou a formar outro ramo de Donghak conhecido como Sijeongyo (Sich'ŏn'gyo, "religião de servir ao Céu").
Em 1910, o Japão anexou a Coreia. À medida que o domínio japonês se tornou mais severo, os coreanos começaram a sentir que a situação era intolerável. Finalmente, em 1919, uma manifestação em massa foi organizada pedindo a independência coreana, com o Cheondogyo, líderes religiosos cristãos e budistas na vanguarda do movimento. Uma Declaração de Independência foi redigida e Uiam foi o primeiro a assiná-la. Depois de ler a declaração no protesto, ele foi preso voluntariamente. Embora a primeira fase do protesto tenha sido pacífica, tornou-se violenta e foi brutalmente reprimida pelos japoneses. Uiam ficou doente na prisão e foi libertado. Ele morreu em casa em 1922.